# Saint-Victor-sur-Rhins
Saint-Victor-sur-Rhins ist eine französische Gemeinde mit 1.164 Einwohnern (Stand: 1. Januar 2022) im Département Loire in der Region Auvergne-Rhône-Alpes. Sie gehört zum Arrondissement Roanne und zum Kanton Charlieu.

## Geographie
Die Gemeinde Saint-Victor-sur-Rhins liegt an der Grenze zum Département Rhône, etwa 16 Kilometer ostsüdöstlich von Roanne am Rhins. Umgeben wird Saint-Victor-sur-Rhins von den Nachbargemeinden Thizy-les-Bourgs im Norden, Saint-Jean-la-Bussière im Osten, Amplepuis im Südosten und Süden, Régny im Südwesten und Westen, Montagny im Westen und Nordwesten sowie Combre im Nordwesten. In Saint-Victor-sur-Rhins befindet sich ein Haltepunkt St-Victor-Thizy der Bahnstrecke Le Coteau–Saint-Germain-au-Mont-d’Or.

## Bevölkerungsentwicklung
| Jahr                       | 1962 | 1968 | 1975 | 1982 | 1990 | 1999 | 2006 | 2012 | 2022 |
| -------------------------- | ---- | ---- | ---- | ---- | ---- | ---- | ---- | ---- | ---- |
| Einwohner                  | 984  | 927  | 777  | 796  | 872  | 896  | 1023 | 1149 | 1164 |
| Quellen: Cassini und INSEE |      |      |      |      |      |      |      |      |      |

## Sehenswürdigkeiten

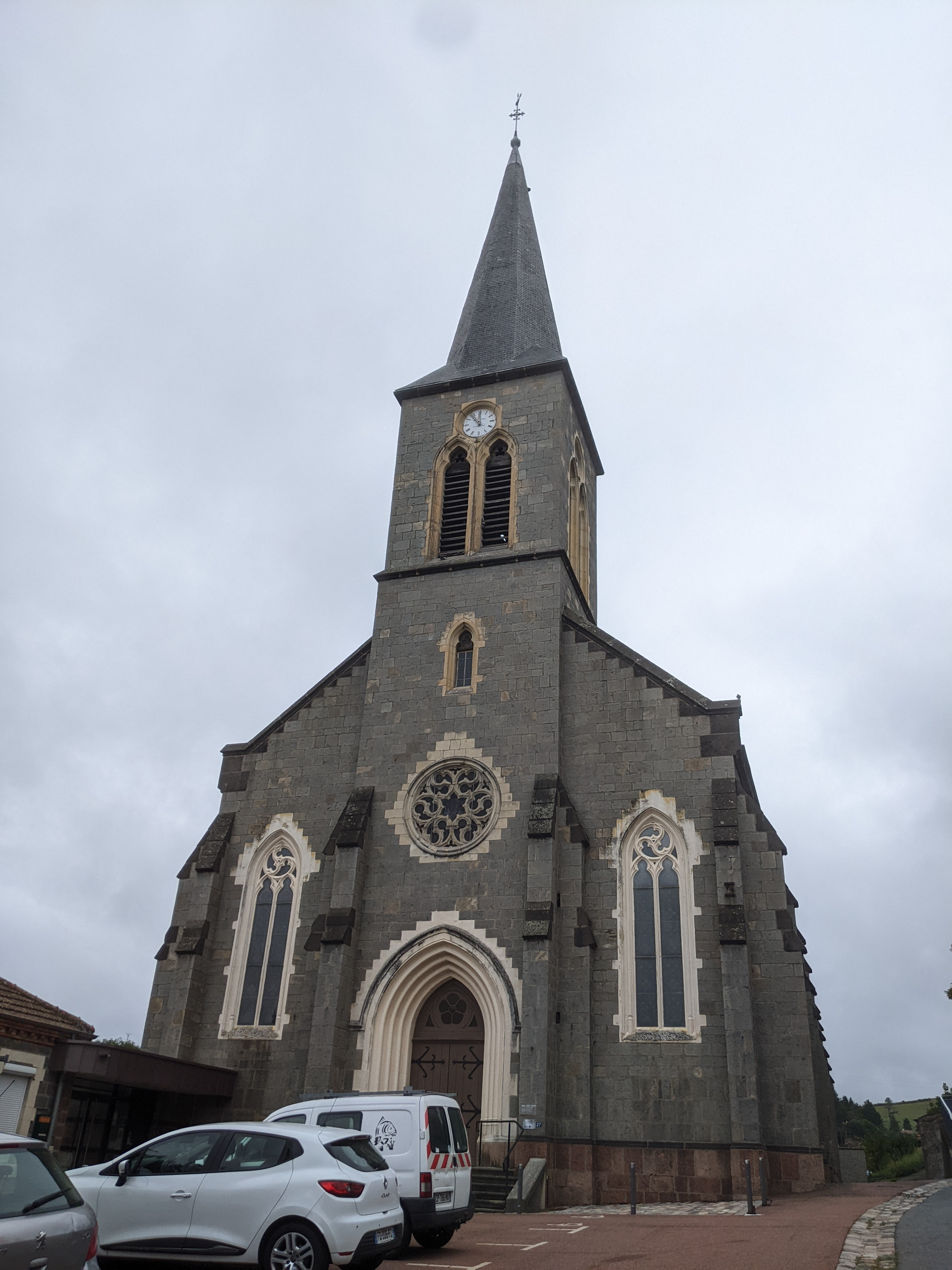
Kirche Saint-Victor
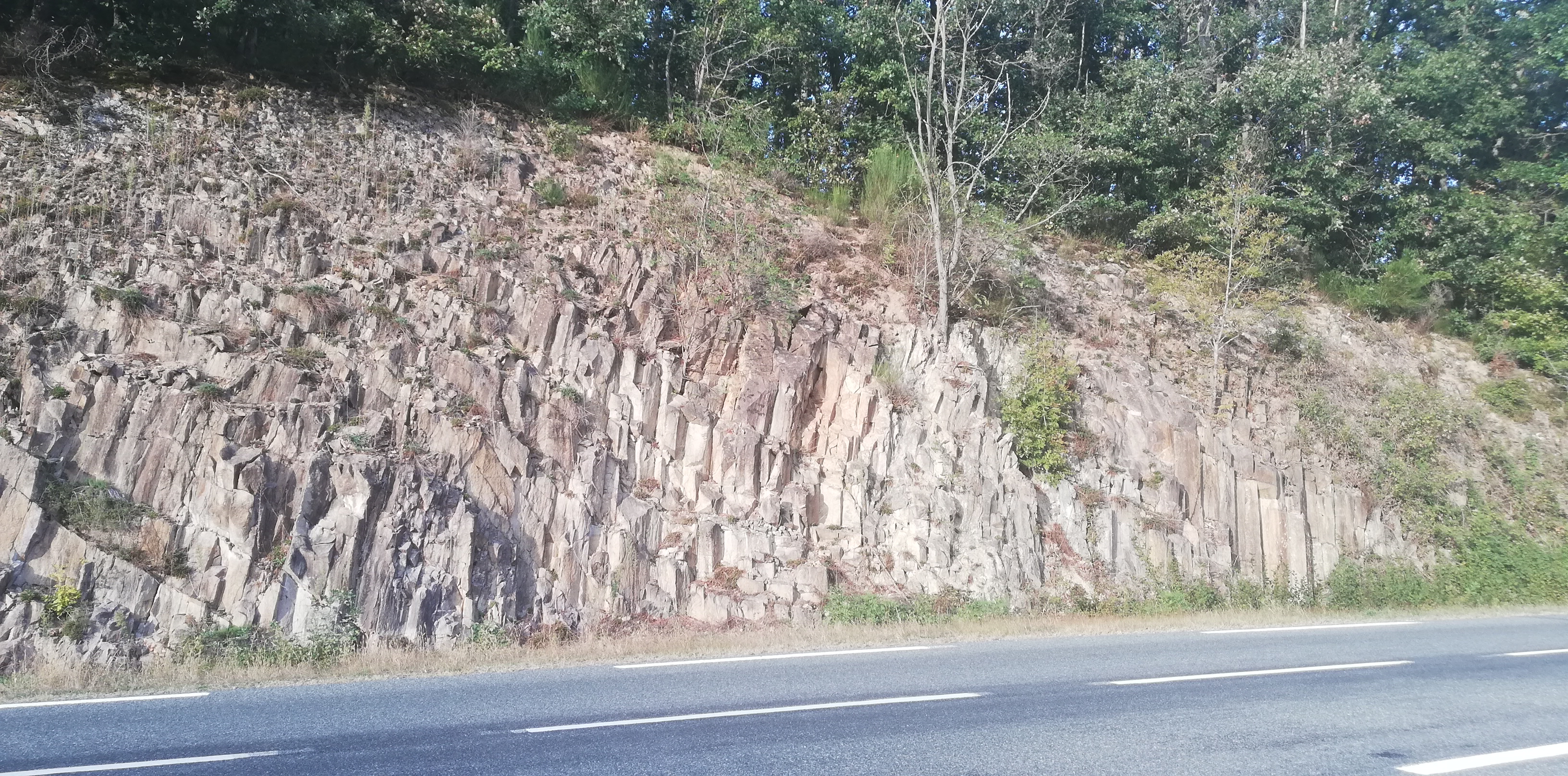
Säulenbasalt bei Saint-Victor-sur-Rhins
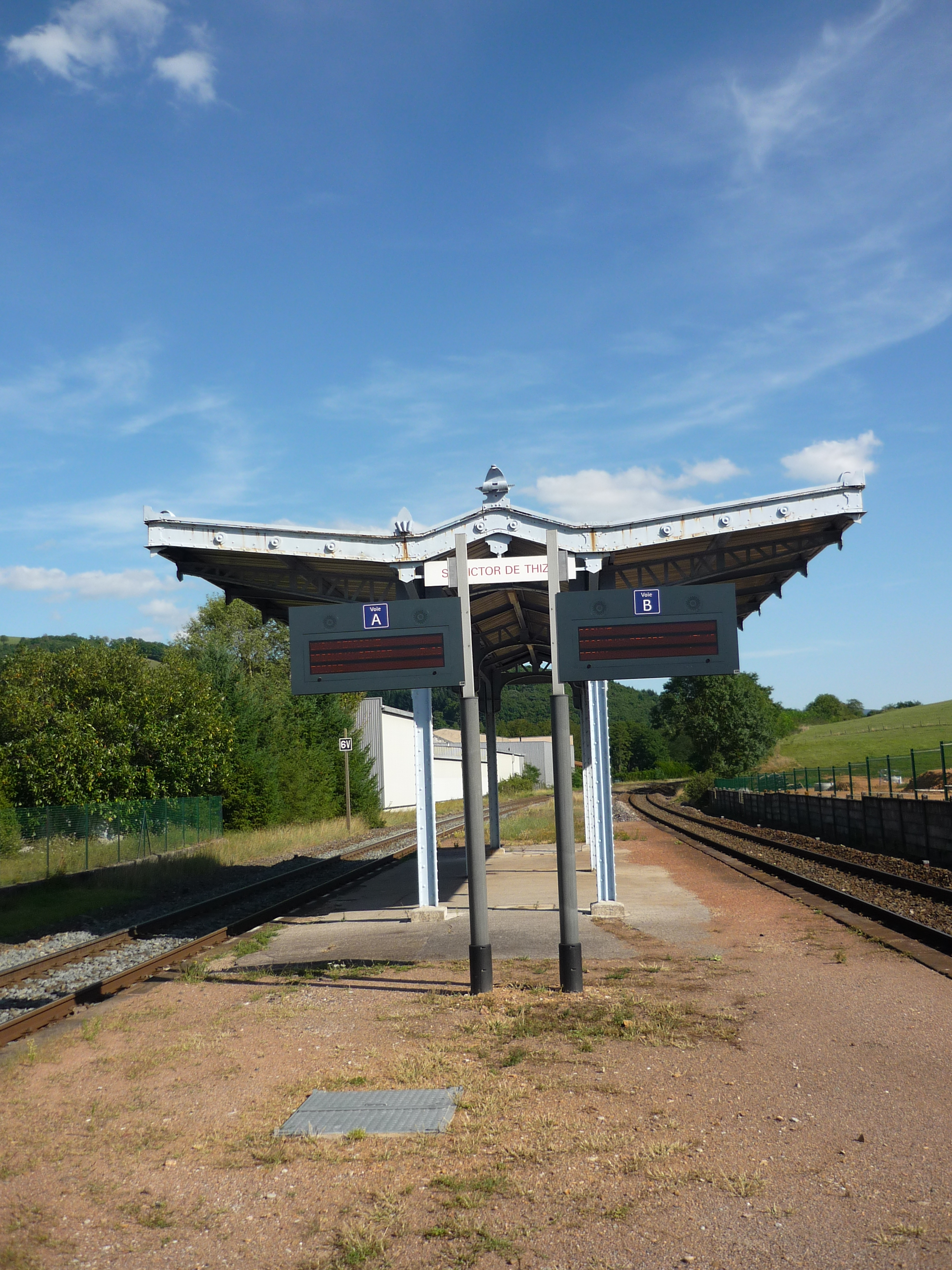
Bahnhaltepunkt
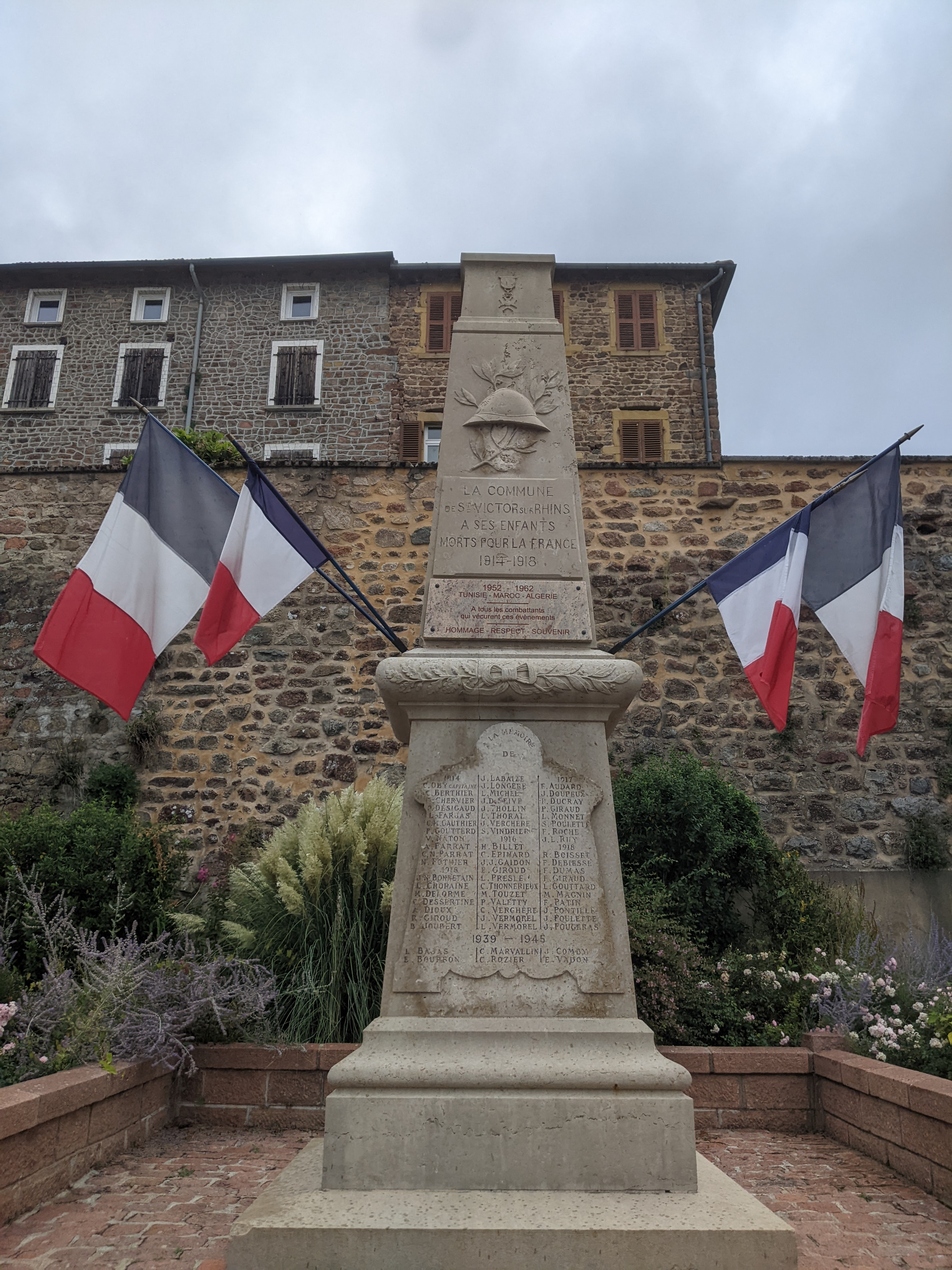
Gefallenendenkmal

- Kirche Saint-Victor
- Säulenbasalt bei Saint-Victor-sur-Rhins
- Bahnhaltepunkt
- Gefallenendenkmal